# Die Evolution der Kooperation
Die Evolution der Kooperation (englisch The Evolution of Cooperation) ist ein 1984 im englischen Original und 1987 in der deutschen Übersetzung erschienenes Buch des Politikwissenschaftlers Robert Axelrod, das auf mehreren Fachzeitschriftenartikeln des Autors basiert. Die Arbeit als Computer-Simulation modelliert aus spieltheoretischer Sicht wie Kooperation unter egoistischen Individuen selbst dann zustande kommen kann, wenn sie nicht durch eine äußere Instanz, durch Moral oder durch Gesetze erzwungen wird.

## Inhalt
Axelrod geht von einem iterativen Gefangenendilemma aus. In diesem einfachen Zwei-Personen-Spiel haben beide Spieler den Anreiz, sich unkooperativ zu verhalten, wenn sie rational und egoistisch handeln – wenn keine weiteren Aspekte wie Moral oder gegenseitiges Vertrauen hinzu kommen, und wenn sie sich nur einmal und dann niemals wieder in dieser Situation begegnen.
Das Dilemma des Gefangenendilemmas besteht darin, dass zwar Defektion für jeden Spieler aus seiner Sicht richtig (rational) wäre, es sich jedoch um ein Nichtnullsummen-Spiel handelt, bei dem nicht nur einer gewinnen kann, sondern beide den Gesamt-Gewinn durch Kooperation maximieren können.
Axelrod untersuchte, was sich ergibt, wenn sich diese Situation über viele Male wiederholt; wenn sich die beiden Spieler immer wieder begegnen, ohne zu wissen, wann sie zum letzten Mal zusammentreffen werden (iteriertes Gefangenendilemma). Von vornherein gibt es keine beste Strategie, da die Strategie immer von der Strategie des Gegners abhängt. In zwei Programmierwettbewerben ließ er verschiedene, zum Teil sehr ausgeklügelte Strategien zusammentreffen. Die Programme stammen von vielen Personen aus unterschiedlichen Fachbereichen, darunter Mathematiker, Informatiker, Sozialwissenschaftler, Wirtschaftswissenschaftler und Psychologen. Es zeigte sich, dass sich in einem iterierten Gefangenendilemma kooperative Strategien durchsetzen.
Es stellte sich heraus, dass eine sehr einfache Strategie beide Male am erfolgreichsten war: Tit for Tat, gewann beide Wettbewerbe und bekam insgesamt, summiert über alle Spiele eines Turniers, die meisten Punkte.
Tit for Tat setzte sich gegen komplexe, teilweise stochastische Verfahren, darunter Strategien, die trickreich versuchten, die anderen zu übertölpeln, durch. Tit for Tat besteht darin, beim ersten Zusammentreffen mit einem anderen Spieler zu kooperieren und in allen weiteren Runden dann stets dessen Verhalten aus der Runde davor nachzuahmen.
Axelrods Experiment liegen idealisierende Annahmen zu Grunde:
- Alle Spieler sind mit den gleichen Ressourcen ausgestattet. Abgesehen von der Möglichkeit, in den einzelnen Spielrunden zu kooperieren oder zu verweigern, haben sie keine Möglichkeit, anderen Mitspielern Belohnungen zukommen zu lassen oder Repressalien auszuüben.
- Abgesehen von der bisherigen Geschichte ihrer Interaktion in den vorangegangenen Spielrunden wissen die Spieler nichts voneinander.

Diese Annahmen mögen weltfremd erscheinen. Es gibt jedoch eine ganze Reihe von realen Situationen, in denen sich dieses Mehrrunden-Gefangenendilemma wiederfindet. Im Kern tritt es immer dann auf, wenn eine Gruppe von Personen die Wahl hat, eine gemeinsame Ressource zum maximalen Eigennutz auszubeuten – oder sich zwecks Maximierung des gemeinsamen, nachhaltigen Nutzens zurückzuhalten. Axelrods Arbeit wurde deshalb zur Grundlage einer großen Anzahl weiterer Forschungsarbeiten in den Sozial-, Politik- und Rechtswissenschaften.
Die Analyse der beiden Wettbewerbe ergab folgende Bedingungen für eine erfolgreiche Strategie:
1. Die Strategie muss freundlich sein, das heißt: Niemals als Erste nicht kooperieren (defektieren)! Alle Strategien, die niemals als Erste defektierten (nicht kooperierten), befanden sich auf den vorderen Plätzen.
2. Die Strategie muss schlagkräftig sein und nicht nachtragend, das heißt, eine Defektion des Gegners mit einer eigenen Defektion zurückzahlen können und dann wieder kooperieren. Dies ist wichtig, um nicht ausgenutzt zu werden. Die Strategie muss aus den Handlungen des Gegners lernen und sich dessen Züge merken können. Um nicht in einem unendlichen Echo der gegenseitigen Defektion zu enden, sollte der Rückschlag deutlich, aber deeskalierend sein.
3. Die Strategie darf nicht neidisch sein! Wenn die Strategie niemals zuerst defektiert, kann sie immer nur genauso gut wie der Gegner werden und niemals besser. Indem sie gegnerische Defektionen beantwortet, hinkt sie sogar immer einen Schritt hinterher und hat am Schluss ein paar Punkte weniger. Beim Versuch, diesen Rückstand aufzuholen, wird der Weg der besten Strategie verlassen, man schneidet insgesamt schlechter ab!
Das heißt konkret, dass Tit for Tat den Wettbewerb nicht gewinnt, weil es eine hohe Zahl von Einzelsiegen erringt, sondern weil Tit for Tat zwar im Gegenteil im direkten Duell recht einfach zu besiegen ist und somit eher wenige Duelle gewinnt, dafür diese Niederlagen aber mit hohen Punktzahlen einhergehen.
4. Sei nicht zu raffiniert, das heißt, die Strategie muss für den Gegner durchschaubar sein, damit er sich auf sie einstellen kann und nicht glaubt, es sei eine zufällige Strategie (Random hat nicht besonders gut abgeschnitten).
5. Jede Strategie funktioniert nur, wenn die Wahrscheinlichkeit eines zukünftigen Spiels und damit von zukünftigem Gewinn ausreichend hoch ist. Ist diese Wahrscheinlichkeit zu klein, ist es immer besser zu defektieren und den jetzigen Gewinn zu sichern. Wer Kooperation mit seinem Gegner möchte, muss also für eine ausreichend häufige und ausreichend sichere Wiederkehr des Spiels sorgen.

Von allen zum Wettbewerb eingesandten Strategien erfüllte Tit for Tat diese Bedingungen am besten.
Ein Nachteil ergibt sich aus den nicht deeskalierend ausgeführten Rückschlägen von Tit for Tat, wodurch diese Strategie nicht fehlerrobust ist. Interpretiert ein Spieler das kooperative Verhalten seines Mitspielers fälschlich als Defektion, dann dauert die gegenseitige Defektion an, obwohl beide Parteien im Grunde auf Kooperation ausgerichtet sind. In der Politik können solche Missverständnisse beispielsweise zum Wettrüsten wider Willen, zu wechselseitigen Handelsembargos oder anderen krisenhaften Entwicklungen führen.
Aber nicht nur Missverständnisse, sondern auch das übertriebene Ausspielen von Tit for Tat kann dazu führen, dass auf Defektion immer wieder Defektion folgt, was zu einer kaum Gewinn bringenden Kette führen würde.
Abhilfe kann dadurch geschehen, dass nach zufälliger, d. h. für den Gegner nicht abschätzbarer Anzahl Wiederholungen spontan einseitig Kooperation gespielt wird, um den Kreislauf der Konfrontation zu durchbrechen, was Tit for Tat allerdings nicht vorsieht.

## Werk
Originalausgabe:
- The Evolution of Cooperation. Basic Books, New York 1984, ISBN 0-465-02122-0.

Übersetzung:
- Die Evolution der Kooperation. 7. Auflage. Oldenbourg, München 2009, ISBN 978-3-486-59172-9.

In einem Nachfolgeband fasst Axelrod mehrere seiner nach 1984 erschienene Fachaufsätze zu dem Thema zusammen und kommentiert sie.
- The Complexity of Cooperation: Agent-Based Models of Competition and Collaboration. Princeton University Press, Princeton, New Jersey 1997, ISBN 0-691-01568-6.